# Amadou M'Baye
Amadou Mbagnick M'baye (né le 31 mai 1964) est un athlète sénégalais, spécialiste du sprint.

## Biographie
Il remporte le titre du 100 m lors des championnats d'Afrique de 1989, à Lagos au Nigeria, dans le temps de 10 s 60. Il participe à deux Jeux olympiques consécutifs, en 1988 et 1992.
Son record personnel sur 100 m, établi en 1989, est de 10 s 32.

### Palmarès
| Date | Compétition            | Lieu             | Résultat | Épreuve   | Performance |
| ---- | ---------------------- | ---------------- | -------- | --------- | ----------- |
| 1987 | Jeux africains         | Nairobi          | 3e       | 4 × 100 m | 39 s 70     |
| 1989 | Championnats d'Afrique | Lagos            | 1er      | 100 m     | 10 s 60     |
| 1990 | Championnats d'Afrique | Le Caire         | 2e       | 4 × 100 m | 40 s 05     |
| 1991 | Jeux africains         | Le Caire         | 2e       | 4 × 100 m | 40 s 00     |
| 1992 | Championnats d'Afrique | Belle Vue Maurel | 2e       | 4 × 100 m | 39 s 60     |

### Records
| Épreuve | Performance | Lieu | Date |
| ------- | ----------- | ---- | ---- |
| 100 m   | 10 s 32     |      | 1989 |